# Heinrich Ernst Boeters (Mediziner)

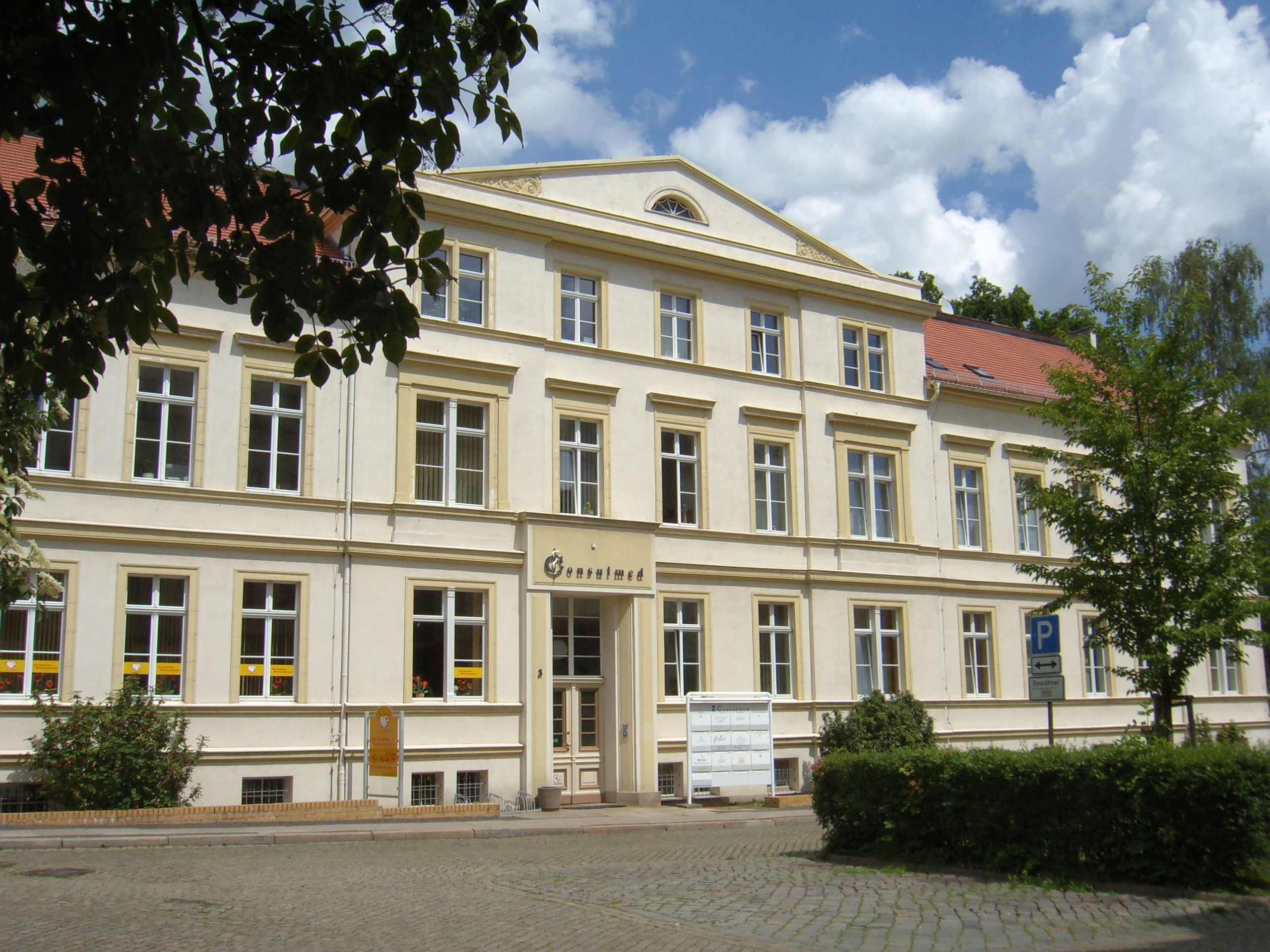
Ehemalige Boeterssche Klinik in Görlitz, Konsulplatz 3

Heinrich Ernst Boeters (* 14. Mai 1850 in Wernigerode; † 19. Oktober 1932 in Görlitz) war ein deutscher Chirurg und Gründer einer Klinik in Görlitz.

## Leben

### Familie
Boeters war ein Sohn von Luise Röhrig und ihrem Ehemann Heinrich Ernst Boeters, Pfarrer in Wernigerode und Nordhausen, später Superintendent in Gommern. Er heiratete am 5. August 1879 in Halle (Saale) Margarethe Kunze, Tochter eines Fabrikbesitzers aus Halle. Der Ehe entstammen acht Kinder, darunter der Jurist und Schriftsteller Karl Friedrich Borée (1886–1964). Boeters starb am 19. Oktober 1932 in Görlitz.

### Medizinische Laufbahn
Nach dem Abitur 1870 studierte er Medizin in Würzburg unter Albert von Kölliker, in Berlin und Halle, wo er 1875 zum Dr. med. promovierte. Als Unterarzt absolvierte er ein freiwilliges Militärjahr. Danach arbeitete er zwei Jahre als Assistenzarzt am Städtischen Krankenhaus am Friedrichshain in Berlin. 1879 ließ er sich in Görlitz nieder und richtete sich dort 1882 in einer Hoteletage eine Klinik ein. Mit finanzieller Unterstützung seines Schwiegervaters ließ er 1883–1885 nach eigenen Vorstellungen von Ludwig Gock eine Klinik erbauen, die 1892 erweitert wurde. Boeters wurde der Titel Geheimer Sanitätsrat verliehen. Nach seinem Tod ging die Klinik an seinen Sohn Oscar über, der nach 1945 enteignet wurde. Das ehemalige Klinikgebäude, Konsulplatz Nr. 3 in Görlitz, nennt der Volksmund noch heute „Boeterssche Klinik“.

## Schriften
- Über Necrose des Gehörlabyrinthes. Martin-Luther-Universität Halle-Wittenberg, Med. Diss., 1875–1876.
- Erinnerungen aus meiner Kindheit. Görlitz-Biesnitz 1930.
- Wie ich nach Görlitz geraten bin, und wie dann dort meine Chirurgische Anstalt entstand. Görlitz 1932.